# Ácido 3-(4-hidroxi-3-metoxifenil)propiônico
Ácido 3-(4-hidroxi-3-metoxifenil)propiônico (português brasileiro) ou ácido 3-(4-hidroxi-3-metoxifenil)propiónico (português europeu) ou ainda ácido diidroferúlico, abreviado na literatura como 3,4H3MPPA, é um composto orgânico de fórmula química C10H12O4, de massa molecular 196,2. Possui ponto de fusão 87-93 °C. Classificado com número CAS 1135-23-5, número EC 214-489-5  e MOL File 1135-23-5.mol. Possui SMILES COC1=C(C=CC(=C1)CCC(=O)O)O, EINECS 214-489-5, ponto de fusão 87-93 °C.
É um metabólito do ácido cafeico que apresenta alta capacidade antioxidante. É um biomarcador muito sensível para o consumo de relativamente pequenas quantidades de café. É também resultado da fermentação bacteriana no intestino humano e de ratos de flavonoides do chá preto. Resulta também do metabolismo do eugenol em humanos.